# Philaethria pygmalion
A Philaethria pygmalion a rovarok (Insecta) osztályának lepkék (Lepidoptera) rendjébe, ezen belül a tarkalepkefélék (Nymphalidae) családjába és a helikonlepkék (Heliconiinae) alcsaládjába tartozó faj.

## Előfordulása
A Philaethria pygmalion előfordulási területe Dél-Amerika északi, északnyugati és középső részein van. Kelet-Kolumbiától Közép-Brazíliáig található meg.

## Alfajai
- Philaethria pygmalion metaensis Constantino & Salazar 2010 - Kolumbia
- Philaethria pygmalion pygmalion (Fruhstorfer, 1912) - Dél-Kolumbia, Venezuela és Közép-Brazília

## Életmódja
A hernyó a Passiflora coccinea, Passiflora faroana, Passiflora hexagonocarpa, Passiflora mansoi és Passiflora phaeocaula leveleivel táplálkozik.

### Fordítás
- Ez a szócikk részben vagy egészben  a   Philaethria pygmalion című angol Wikipédia-szócikk ezen változatának fordításán alapul.  Az eredeti cikk szerkesztőit annak laptörténete sorolja fel. Ez a jelzés csupán a megfogalmazás eredetét és a szerzői jogokat jelzi, nem szolgál a cikkben szereplő információk forrásmegjelöléseként.